# Сенкова (гмина)
Сенкова (пол. Sękowa) — сельская гмина (волость) в Польше, входит как административная единица в Горлицкий повет, Малопольское воеводство. Население — 4743 человека (на 2004 год). Административным центром гмины является село Сенкова.

## Демография
| Перепись                       | Всего   | Всего | Женщины | Женщины | Мужчины | Мужчины |
| ------------------------------ | ------- | ----- | ------- | ------- | ------- | ------- |
| Единицы                        | человек | %     | человек | %       | человек | %       |
| Население                      | 4743    | 100   | 2368    | 49,9    | 2375    | 50,1    |
| Плотность населения (чел./км²) | 24,4    | 24,4  | 12,2    | 12,2    | 12,2    | 12,2    |

## Населённые пункты
Баница, Бартне, Бодаки, Вапенне, Воловец, Кжива, Липна, Маластув, Менцина-Велька, Менцина-Мала, Незнаёва, Овчары, Пентна, Радоцына, Ропица-Гурна, Сенкова, Сяры, Чарне, Ясёнка.

## Соседние гмины
1. Гмина Дембовец
2. Гмина Горлице
3. Горлице
4. Гмина Кремпна
5. Гмина Липинки
6. Гмина Осек-Ясельски
7. Гмина Усце-Горлицке

Гмина граничит со Словакией.